# Ата Улла
Атаулла абу Аммар Юнуни (более известен как Ата Улла) — лидер нелегального движения «Армия спасения рохинджа Аракана», группировки повстанцев рохинджа в западной части штата Ракхайн Мьянмы. Родился в Карачи, Пакистан. Подозревается в тесных связях с властями Саудовской Аравии.

## Биография
Ата Улла родился в Карачи, Пакистан, в семье этнических рохинджа, беженцев из штата Ракхайн в Мьянме. В раннем возрасте семья Уллы переехала в Мекку, Саудовская Аравия, где он получил религиозное образование в медресе и служил имамом в мечети сообщества диаспоры рохинджа.

## Участие в повстанческом движении
В 2012 году, вскоре после религиозного-этнического конфликта в Ракхайне, Ата Улла покинул Саудовскую Аравию и проходил военную подготовку в движении «Талибан» в Пакистане и, возможно, в Ливии и некоторых других странах. Получил известность в октябре 2016 года после публикации нескольких видеороликов, в которых он представился как лидер группы Harakah al-Yaqin (Харака аль-Якин, «Движение веры» на арабском), взявшей на себя ответственность за серию нападений на пограничные полицейские пункты на границе Мьянмы и Бангладеш.
Движение Харака аль-Якин создано и контролируется комитетом, состоящим из этнических рохинджа со штаб-квартирой в Мекке. Комитет имеет тесные связи в Бангладеш, Пакистане и, возможно, в Индии, члены комитета посещали Бангладеш и северный Ракхайн. Некоторое количество руководителей повстанцев, имеющих военную подготовку, включая Ата Улла, прибыло в Мьянму из Саудовской Аравии. Часть повстанцев, примкнувших к группе, числом около нескольких сотен человек — рохинджа, вернувшиеся из лагерей беженцев на территории Бангладеш. Основную часть боевых сил составляют мусульманские жители Ракхайна, прошедшие подготовку и организованные в ячейки на уровне сёл.
В своих действиях группировка использует тактику неожиданного нападения крупными отрядами плохо вооружённых, но фанатичных сторонников. Как говорил Ата Улла в одном из своих видеообращений:
Если нас будет 200 человек, то пятьдесят погибнут, но оставшиеся сто пятьдесят перебьют врагов ножами
Применение такой схемы в октябре 2016 года при атаке на пограничные пункты полиции привело к гибели более десятка правительственных полицейских и военных. Ответные карательные действия правительственных сил, в ходе которых было убито значительное число повстанцев, а также пострадали мирные жители, стимулировали резкое увеличение притока молодых сторонников-мусульман в отряды Ата Улла.